# Weimar (Band)
Weimar ist eine deutschsprachige Rock-/Rap-/Metal-Band aus Deutschland. Aufgrund der früheren Nähe der Mitglieder zur thüringischen Neonaziszene von Ende der 1990er bis Ende der 2000er stand die Band in der Kritik. Die Musik der Band besteht überwiegend aus Rock und Metal, aber auch Neue-Deutsche-Härte- und Punk-Rock-Einflüssen mit Rap-Anteilen und Shout-Gesängen. Die Band selbst bezeichnet ihren Musikstil als Indie-Metal.

## Geschichte

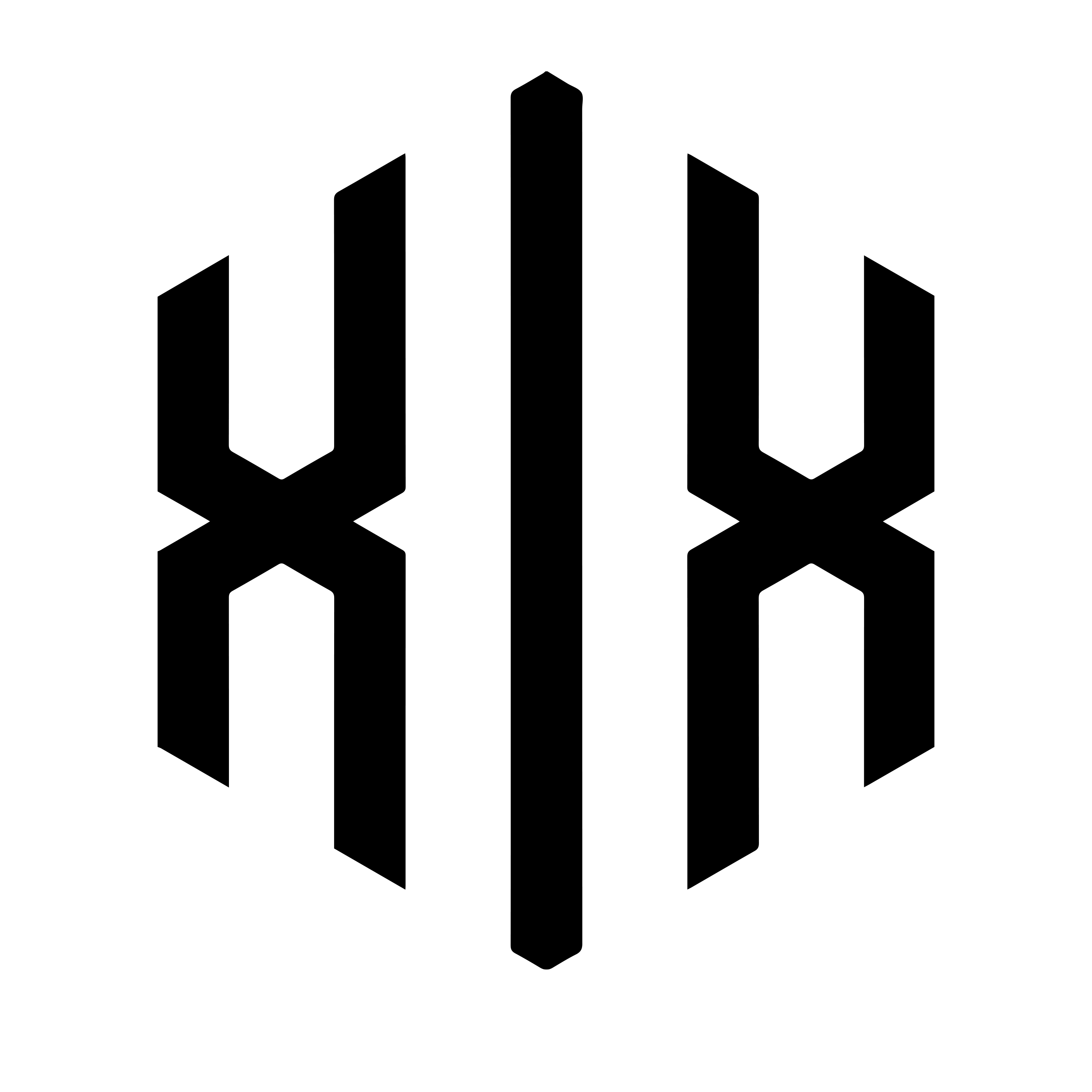
Invictodrom (Logo der Band)

Weimar veröffentlichte am 2. Juli 2021 ein Musikvideo namens Erwartet uns! auf Youtube. Erwartet uns! erreichte binnen kurzer Zeit über 180.000 Aufrufe. Heute umfasst der YouTube-Kanal mehr als 59.400 Abonnenten bei über 25.000.000 Aufrufen (Stand 18. Mai 2025). Am Ende des Videos wird auf den 13. August 2021 verwiesen. An diesem Tag erschien mit Bester Feind die erste Single des Weimar-Debütalbums Auf Biegen & Brechen. Das Album wurde am 20. Mai 2022 veröffentlicht. Zuvor erschienen sechs weitere Singles samt Musikvideos. Auf Biegen & Brechen erreichte Platz fünf der deutschen Albumcharts. Ein Jahr später wurden Vorwürfe laut, die Band würde aus der  thüringischen Neonaziszene stammen. Nach Bekanntwerden der Vorwürfe löschte Universal noch am selben Tag sämtliche Songs und Videos der Band von offiziellen Plattformen. Im Anschluss wurde auch die Tour abgesagt und die Band aus dem Line-Up des Full Force Festivals genommen.
Am 25. August 2023 wurde das Debütalbum in einer Re-Edition im Digipak veröffentlicht. Die Wiederveröffentlichung erfolgte im Eigenvertrieb. Das Album erreichte Platz 2 in der Veröffentlichungswoche.
Am 27. September 2024 wurde mit 1331 das zweite Studioalbum der Band veröffentlicht, das die Chartspitze in Deutschland erreichte.

## Kritiken und Rezensionen
Inhaltlich kritisiert wurden am Album Auf Biegen & Brechen „die viel[e] Opfermentalität und plumpe Provokation“ bis hin zur thematischen Nähe zur Querdenker-Bewegung. Auch wären einige Textzeilen des Albums bei entsprechender Interpretation antisemitisch. So singe die Band bei einem Lied, die Medien seien „gekaufte Marionetten“ und von „Schlüsselwärtern“ bezahlt. „An anderer Stelle geht es um Wölfe und Ratten, jene Tiere, mit denen Nationalsozialisten gern sich und Juden verglichen haben.“ Jedoch lassen die Texte „keinen unmittelbaren Schluss auf eine mutmaßlich rechtsradikale Gesinnung zu.“
Am 9. Februar 2023 berichtete das Nachrichtenmagazin Der Spiegel, dass die Mitglieder, die unter den Pseudonymen Richard Wegnar, Kurt Ronny Fiedler und Till Schneider auftreten, aus der thüringischen Neonaziszene kommen und die beiden letzteren vorher in rechtsradikalen Bands spielten. So soll Richard Wegnar eigentlich Christian P. sein, der dem rechtsextremen Blood-and-Honour-Netzwerk nahestehen soll und selbst Mitglied des Nationalen Widerstand Weimar sei. Außerdem soll er bei der rechtsextremen Gruppe Murder Squad gesungen haben. Universal Music bestreitet dies jedoch. Hinter Till Schneider soll Konstantin P. stehen, der früher bei der Rechtsrock-Band Dragoner gespielt haben soll. Till Schneider bestreitet dies.
Auch Verbindungen zur Band Frei.Wild, der vielfach eine Nähe zu politisch rechten Motiven vorgeworfen wird, werden belegt. So habe ein Mitarbeiter des Frei.Wild-Labels Rookies & Kings den Kontakt zu Universal Music vermittelt, nachdem man zuvor überlegt habe, die Band selbst unter Vertrag zu nehmen. In die Debatte mischte sich auch die Linken-Landtagsabgeordenete Katharina König-Preuss ein, die dem Thüringer Verfassungsschutz Versagen vorwarf. Dieser verwies auf das „Recht des Vergessens“, da personenbezogene Daten „nach spätestens 10 Jahren zu löschen [seien], wenn keine relevanten Informationen zu Bestrebungen mehr festgestellt werden können.“
Die Band selbst reagierte mit einem Statement auf Facebook auf die Vorwürfe. In diesem räumt die Band ein, dass zwei Bandmitglieder Ende der 1990er bis Ende der 2000er der rechtsextremen Szene in Thüringen angehört haben, sich aber mittlerweile davon gelöst haben. Sie distanzieren sich in dem Statement zudem ausdrücklich von „Gewalt, Extremismus jedweder Form, Fremdenfeindlichkeit, Rassismus, Homophobie und dem fatalen, sich bis heute zu wiederholen scheinenden Irrglauben der Geschichte, dass manche Menschen besser seien als andere“. Außerdem verweisen sie auf ihre wohltätigen Projekte zugunsten gesundheitlich benachteiligter Kinder, den Opfern von Gewalt und zuletzt den Erdbebenopfern in der Türkei und Syrien.
Mit der Single Hexenjagd vom Album 1331 nahm die Band auf die Vorwürfe Bezug und verglich die Vorfälle mit der Hexenjagd, den Mauertoten und den Corona-Maßnahmen. Auf dem Album ist außerdem die Songtrilogie Manifest, welche die Vorgänge um die Entlassung von Universal Music aus Sicht der Band darstellt.
Im Rahmen ihrer 2025er Tour zum Album 1331 mietete sich die Band in verschiedene Konzerthallen ein. Dabei kam es zu mehreren Versuchen, die Konzerte zu verhindern. In Saarbrücken versuchte die Betreibergesellschaft des E-Werk das Konzert abzusagen. Die Band klagte vor dem Verwaltungsgericht des Saarlandes und bekam dort recht. Ebenso in Lemgo. In Dresden demonstrierten einige Personen gegen das Konzert im Schlachthof.

## Diskografie

### Alben
| Jahr | Titel Musiklabel                            | Höchstplatzierung, Gesamtwochen, AuszeichnungChartplatzierungen (Jahr, Titel, Musiklabel, Platzierungen, Wochen, Auszeichnungen, Anmerkungen) | Höchstplatzierung, Gesamtwochen, AuszeichnungChartplatzierungen (Jahr, Titel, Musiklabel, Platzierungen, Wochen, Auszeichnungen, Anmerkungen) | Höchstplatzierung, Gesamtwochen, AuszeichnungChartplatzierungen (Jahr, Titel, Musiklabel, Platzierungen, Wochen, Auszeichnungen, Anmerkungen) | Anmerkungen                              |
| Jahr | Titel Musiklabel                            | DE | AT | CH | Anmerkungen                              |
| ---- | ------------------------------------------- | --- | --- | --- | ---------------------------------------- |
| 2022 | Auf Biegen & Brechen Weimar-Kollektiv (UMG) | DE2 (4 Wo.)DE | AT44 (1 Wo.)AT | CH44 (1 Wo.)CH | Erstveröffentlichung: 20. Mai 2022       |
| 2024 | 1331 Weimar-Kollektiv                       | DE1 (6 Wo.)DE | — | — | Erstveröffentlichung: 27. September 2024 |

### Singles
- 2021: Erwartet uns! (Teaser)
- 2021: Bester Feind
- 2021: Von Wölfen & Ratten
- 2021: Im Wahnsinn gefangen
- 2021: Anders als die Andern
- 2022: Als gäb’s kein Morgen mehr
- 2022: Alles Lüge
- 2022: Ich glaube
- 2024: Aloha ‘Oe
- 2024: Hexenjagd